# Morpho
Morpho és un gènere de lepidòpters papilionoïdeus de la família dels nimfàlids (Nymphalidae) que inclou unes 65 espècies de papallones neotropicals nadiues principalment de l'Amèrica del Sud, així com de l'Amèrica Central. La seva envergadura varia entre els 7,5 cm de la Morpho rhodopteron i els imponents 20 cm de Morpho hecuba. El nom Morpho (un estrangerisme provinent del terme grec Morphe, que significa "forma"), és també un epítet de les deesses Afrodita i Venus.

## Característiques
Les espècies del gènere Morpho es caracteritzen per la seva gran mida i el seu cridaner color blau, però en realitat no són blaves. És el reflex de la llum en escales microscòpiques sobre les diminutes escates de les ales, fenomen conegut amb el nom de coloració estructural.

## Hàbitat
Les espècies del gènere Morpho habiten als boscos, però s'aventuren a les clarianes assolellats per a escalfar-se. Viuen principalment a Amèrica del Sud, així com a Mèxic i Amèrica Central. Generalment, aquestes papallones viuen soles, excloent-ne la temporada d'aparellament, quan es poden veure grups de diverses d'aquestes papallones. Els mascles són territorials i persegueixen als seus rivals. Els nadius que viuen a la riba del Riu Negre, al Brasil, sovint aprofiten els hàbits territorials de Morpho menelaus per atreure-la a les clarianes amb cimbells de color blau brillant. Les papallones recol·lectades són utilitzades com a ornament per a les seves màscares cerimonials.

## Cicle de vida
El cicle de vida complet d'una papallona morpho, des de l'ou fins a la seva mort, és aproximadament d'uns 137 dies. Els adults viuen aproximadament un mes.

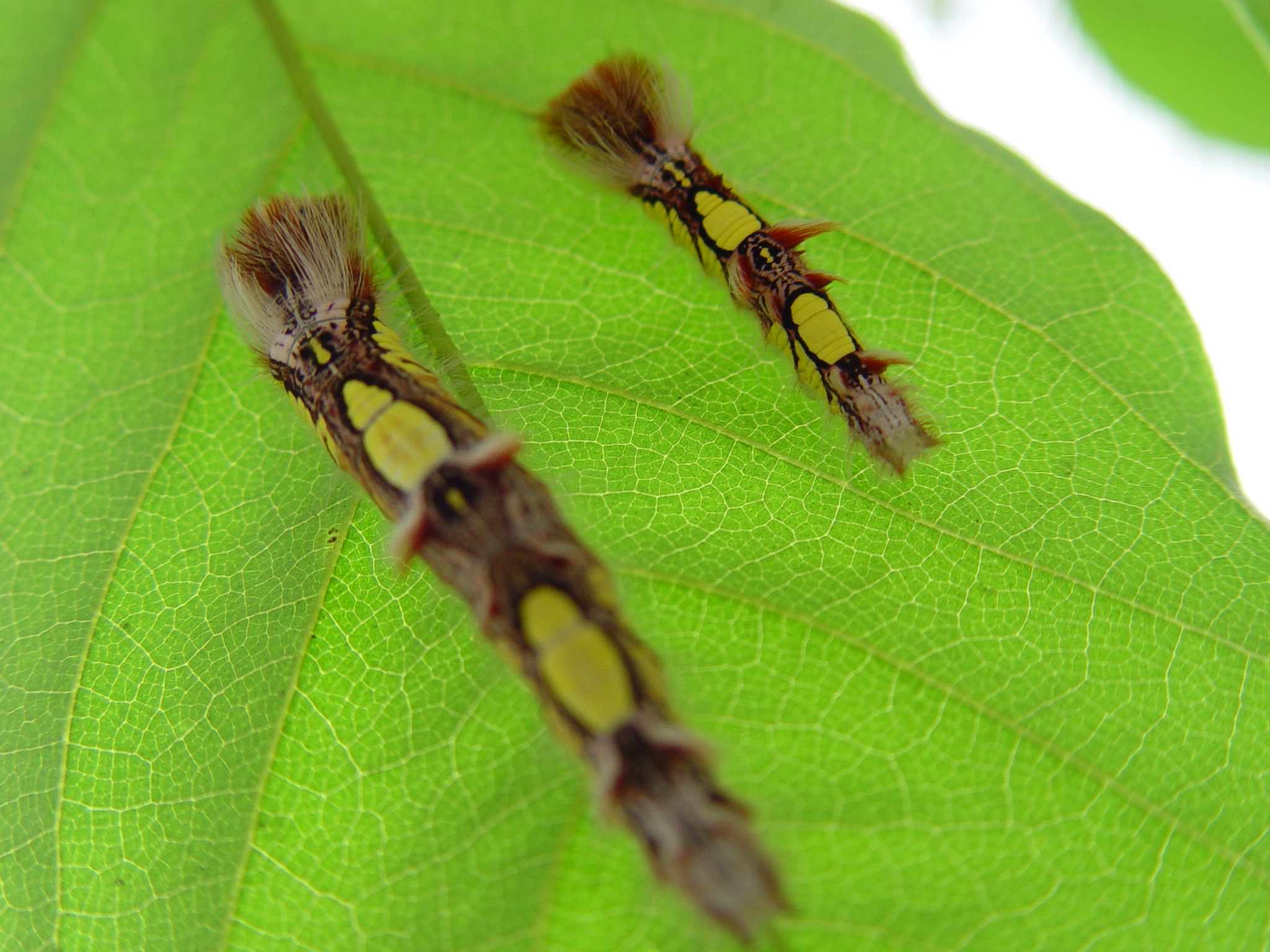
Larves de Morpho menelaus.

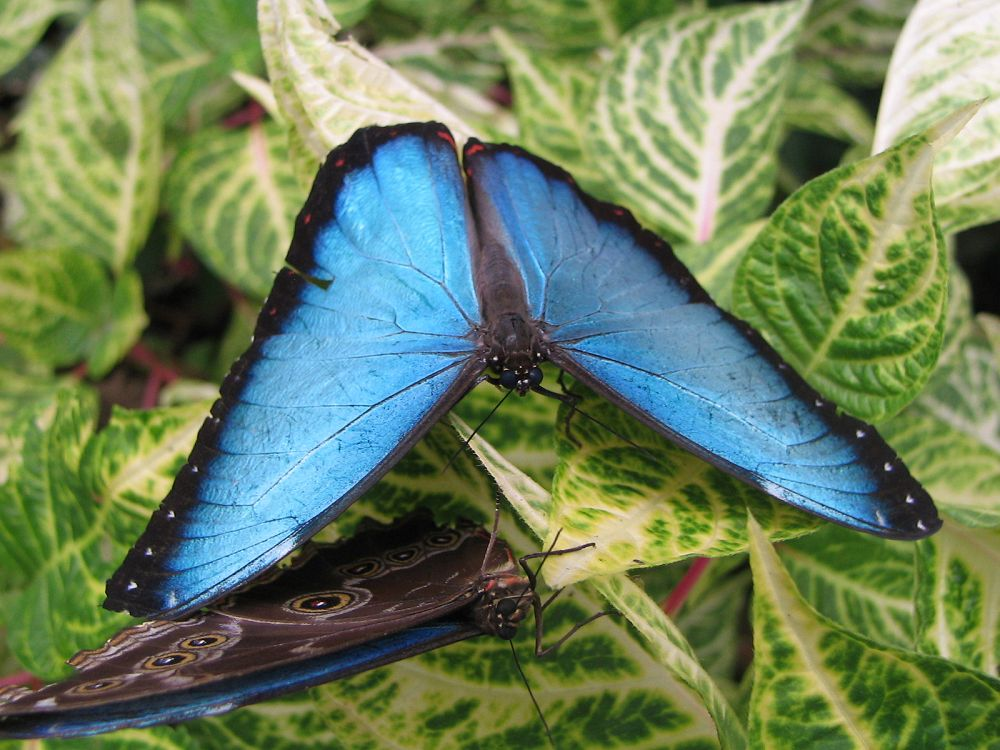

### Larva
Les larves emergeix d'ous color verd pàl·lid amb forma d'una petita gota de rosada. Tenen el cos cafè vermellós amb taques verd llima brillants o grogues al dors. Els seus pèls són irritants per a la pell humana, i quan són molestades segreguen un fluid que fa olor de mantega rància. S'alimenten d'una varietat de plantes, de les famílies Leguminosae, Gramineae, Canellaceae, Guttiferae, Erythroxylaceae, Myrtaceae, Moraceae, Lauraceae, Sapindaceae, Rhamnaceae, Euphorbiaceae, Musaceae, Palmae, Menispermaceae, Malvaceae (Tilia), Bignoniaceae i Menispermaceae.
Les larves muden entre quatre i sis vegades abans d'entrar a l'estadi de pupa. Les crisàlides són de color verd jade i emeten un repulsiu ultrasò quan són tocades. Les larves d'algunes espècies tendeixen a ser caníbals.

### Adult
Els adults viuen al voltant de dos a tres setmanes. S'alimenten dels fluids de les fruites fermentades, d'animals en descomposició, de la saba d'alguns arbres i de fongs. Són verinoses per als depredadors, gràcies a les toxines que adquireixen de les plantes que s'alimenten en estat larvari.
Els adults passen la major part del temps en el sòl del bosc i en els arbustos baixos i arbres del sotabosc, amb les seves ales plegades. Tanmateix, quan cerquen company, volen a través de totes les capes de la selva i, fins i tot, arriba a les copes dels arbres, però majorment volen per sota, atès que no és un tipus de papallona que li agradi volar al sol.

## Perills de l'espècie
Les morphos blaves més comunes són criades massivament en programes de reproducció. Les ales iridescents són usades en la manufactura de joieria i com a incrustacions en ebenisteria. Espècimens embolicats en paper són venuts sense el seu abdomen per a prevenir que l'oli que contenen taqui les seves ales. Quantitats significants d'espècimens vius són exportats en estat de pupa des de molts països neotropicals per a la seva exhibició. Desafortunadament, a causa del seu patró irregular de vol i de la seva grandària, les seves ales són sovint danyades en captivitat o danyades per baralles entre papallones.
Per aquestes raons és que aquesta espècie es pot considerar en perill d'extinció.

## Galeria
Diverses espècies de papallones morpho.

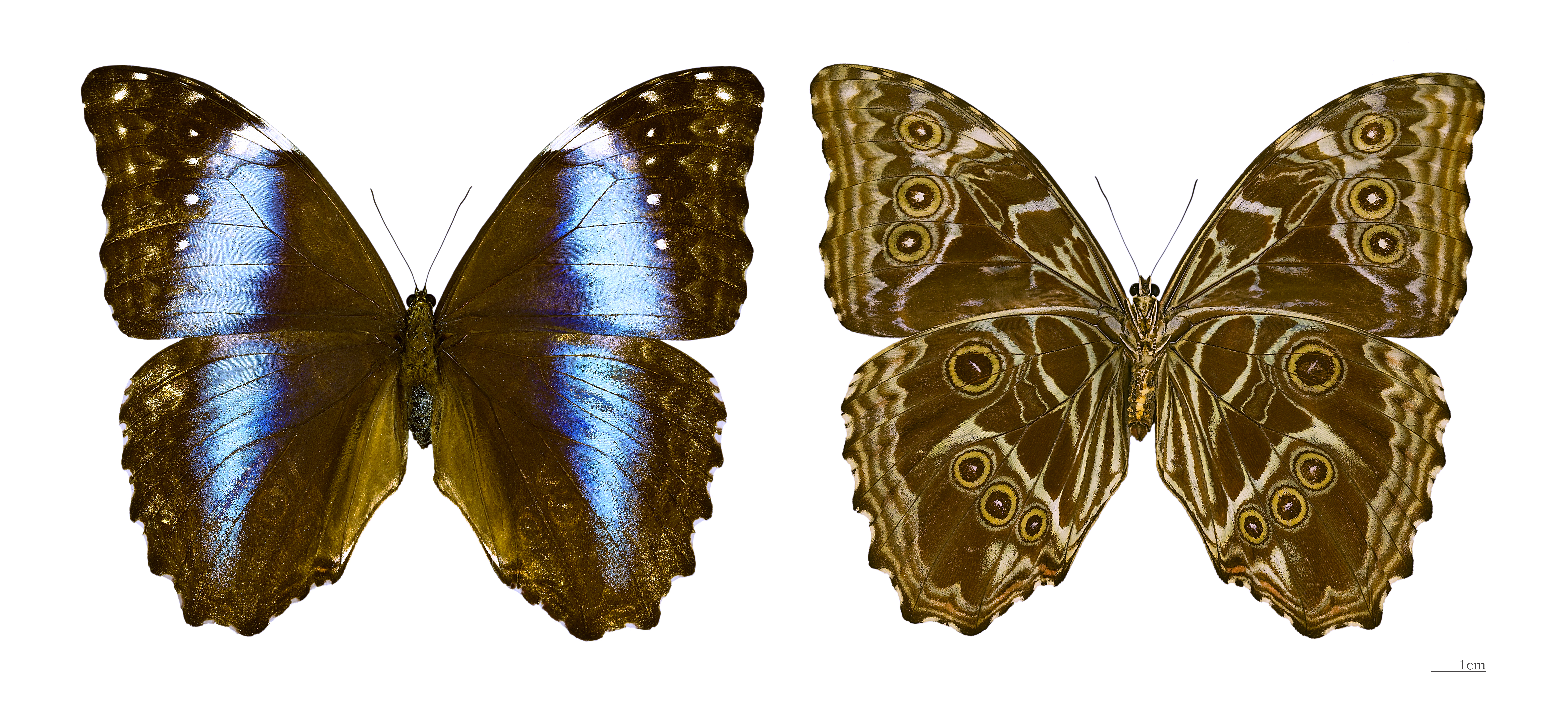
Morpho deidamia, espècimen de museu.
Morpho didius, espècimen de museu.
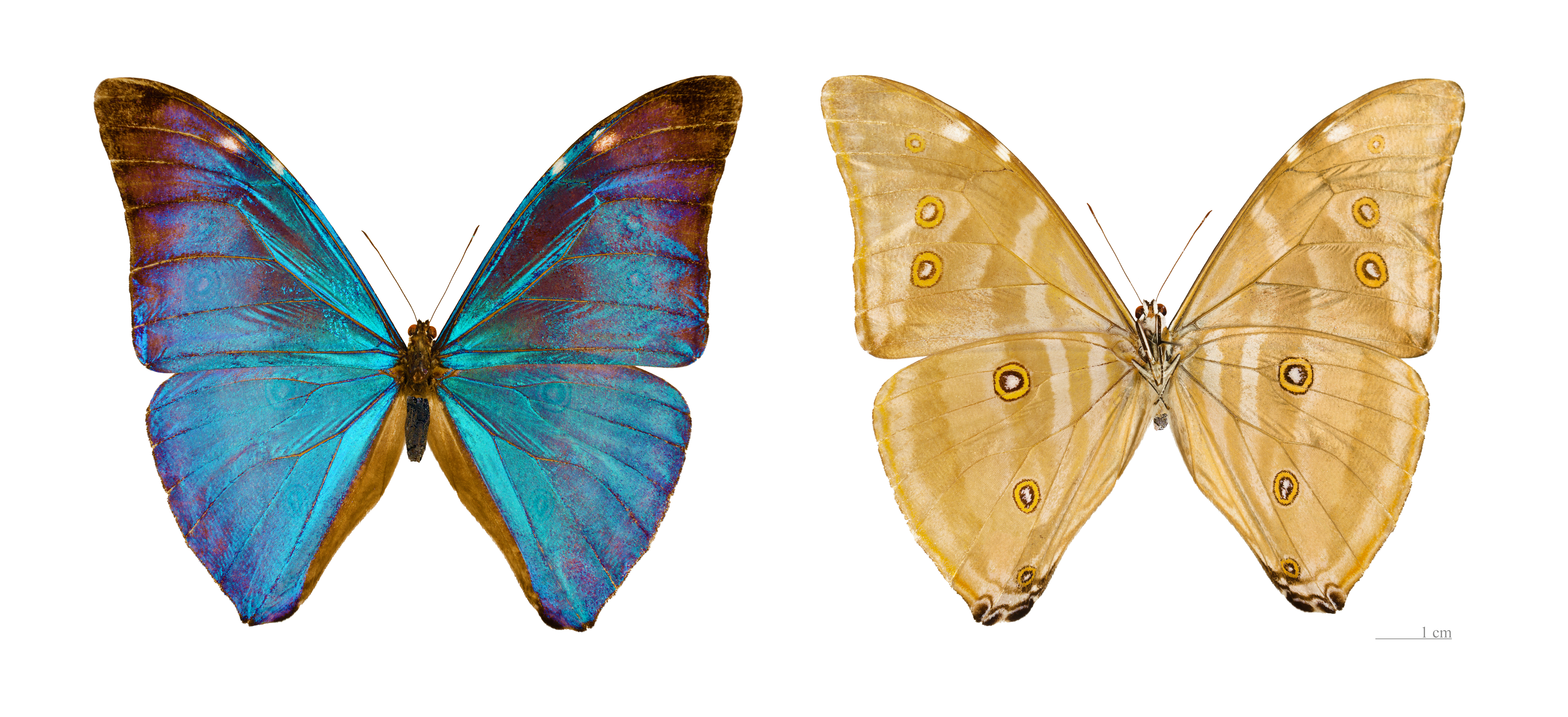
Morpho marcus, espècimen de museu.
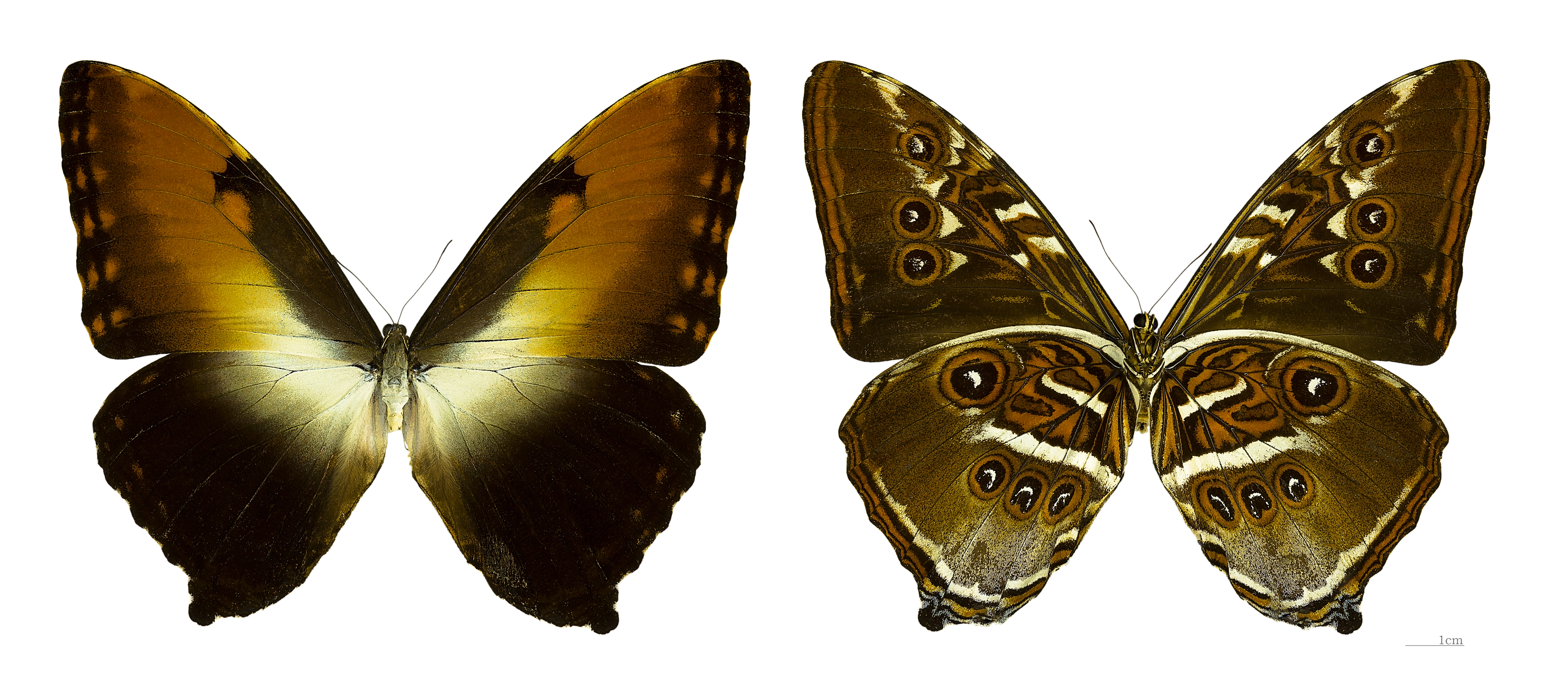
Morpho hecuba, espècimen de museu.
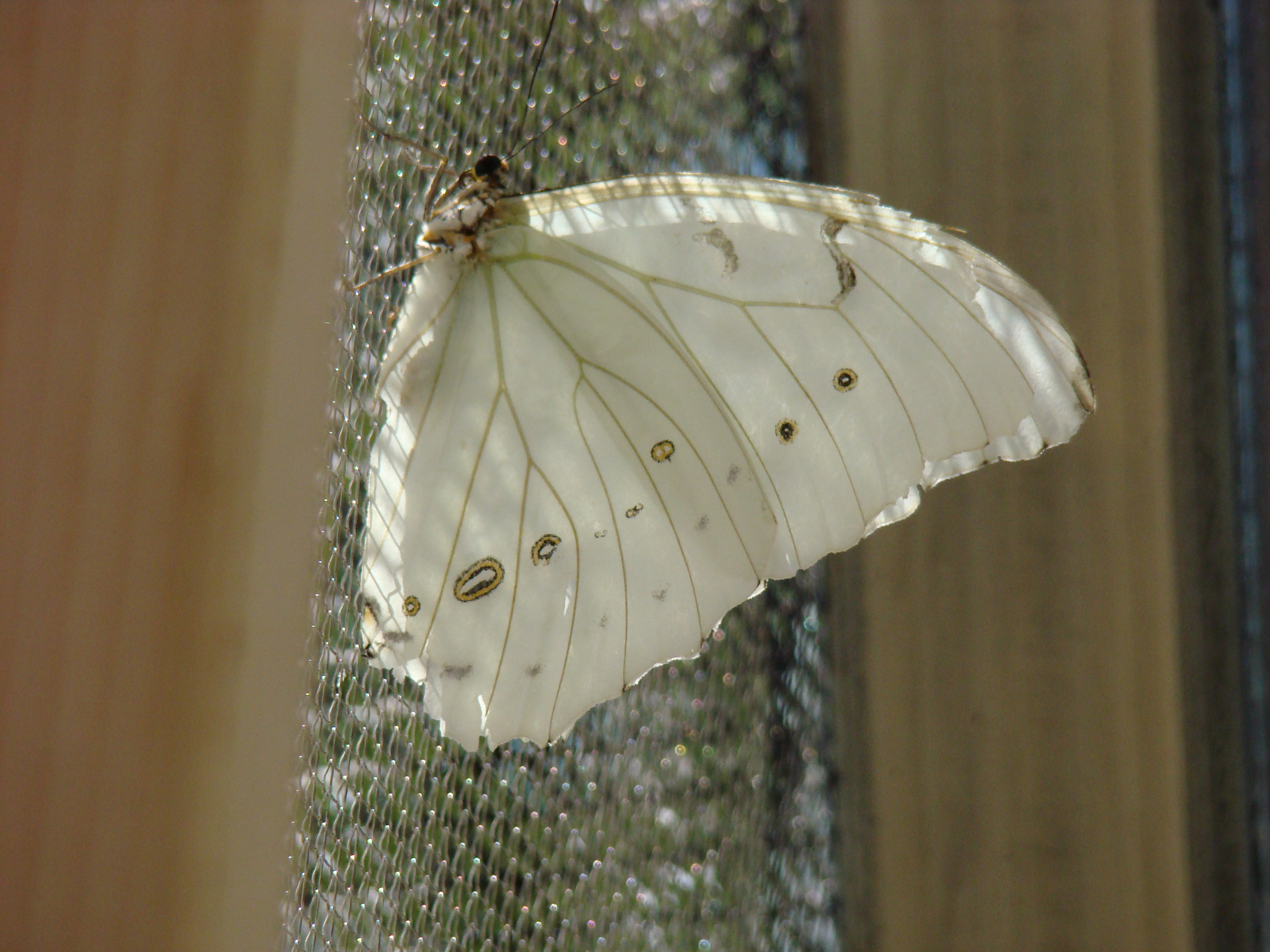
Morpho polyphemus
Morpho rhetenor, espècimen de museu.